# Dierks Bentley

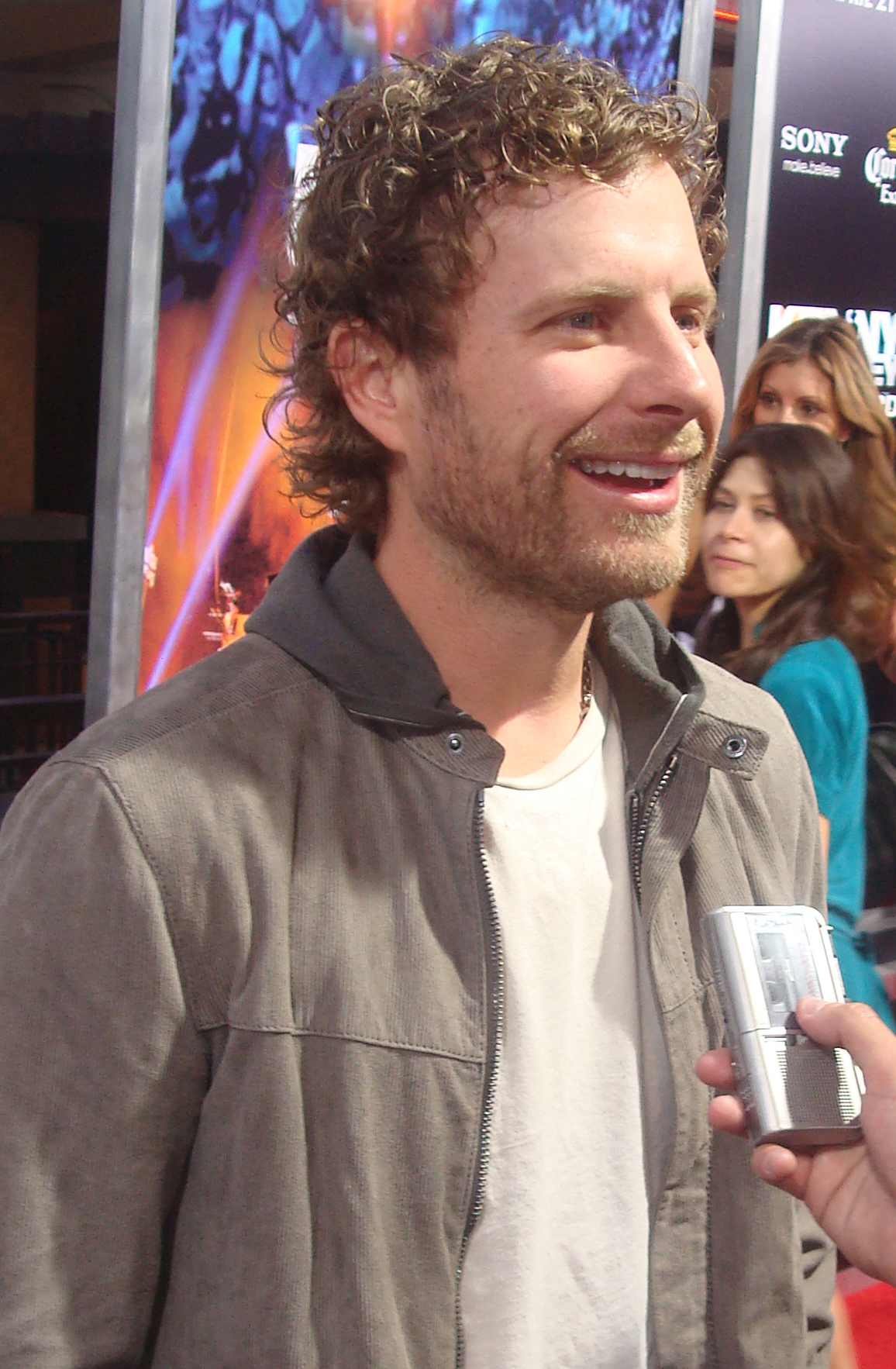
Dierks Bentley (2010)

Dierks Bentley (* 20. November 1975 in Phoenix, Arizona) ist ein US-amerikanischer Country-Musiker. Bis März 2018 hatte er elf Nummer-eins-Songs und sechs Nummer-eins-Alben in den Country-Charts.

## Leben
Der in Phoenix aufgewachsene Dierks Bentley begann zunächst als Rock-Musiker, danach wechselte er zur Country-Musik. Nach Ende seiner Schulzeit begann er in Nashville, dem Zentrum des Genres, ein College-Studium.
Der Einstieg in die lokale Musikszene verlief zunächst enttäuschend. Erst als er im Station Inn mit Bluegrass in Berührung kam, fand er ein zufriedenstellendes musikalisches Umfeld. Er perfektionierte sein Gitarrenspiel und begann Songs zu schreiben. Unterstützt von Freunden produzierte er 2001 ein eigenes Album. Das Capitol-Label wurde auf das Nachwuchstalent aufmerksam und nahm ihn unter Vertrag.
Die aus dem 2003 veröffentlichten Album Dierks Bentley ausgekoppelte Single What Was I Thinkin erreichte Platz eins der Country-Charts. Das Album selbst erreichte Platinstatus. Bentley hatte nach Jahren harter Arbeit den Durchbruch geschafft. Von der Academy of Country Music wurde er als „Nachwuchskünstler des Jahres“ ausgezeichnet.
Es folgten ausgedehnte Tournee-Aktivitäten. 2005 wurde er ständiges Mitglied der Grand Ole Opry. Im gleichen Jahr erschien sein zweites Album Modern Day Drifter, das wieder mit Platin ausgezeichnet wurde. Die meisten Songs hat er als Co-Autor mitverfasst. Die beiden ausgekoppelten Singles Come a Little Closer und Settle For a Slowdown erreichten die Spitze der Country-Hitparade.
Das 2006 erschienene Album Long Trip Alone wurde vergoldet. Mit der Single Every Mile a Memory konnte Dierks Bentley erneut Platz eins der Country-Charts erobern. Der Song brachte ihm außerdem eine Grammy-Nominierung ein.
Im April 2009 präsentierte Dierks Bentley sein fünftes Album Feel That Fire. Mit der gleichnamigen ausgekoppelten Single und dem Titel Sideways belegte er erneut Platz eins der Country-Charts.
Anfang 2010 erschien Bentleys Bluegrass-Album Up on the Ridge, auf dem er mit Hilfe der Punch Brothers und der Del McCoury Band Bluegrass und Country verschmolz.

## Diskografie

### Studioalben
| Jahr | Titel              | Höchstplatzierung, Gesamtwochen, AuszeichnungChartplatzierungen (Jahr, Titel, Platzierungen, Wochen, Auszeichnungen, Anmerkungen) | Höchstplatzierung, Gesamtwochen, AuszeichnungChartplatzierungen (Jahr, Titel, Platzierungen, Wochen, Auszeichnungen, Anmerkungen) | Anmerkungen                            |
| Jahr | Titel              | US | Country | Anmerkungen                            |
| ---- | ------------------ | --- | --- | -------------------------------------- |
| 2003 | Dierks Bentley     | US26 Platin · (76 Wo.)US | Country4 (104 Wo.)Country | Erstveröffentlichung: 19. August 2003  |
| 2005 | Modern Day Drifter | US6 Platin · (80 Wo.)US | Country1 (104 Wo.)Country | Erstveröffentlichung: 10. Mai 2005     |
| 2006 | Long Trip Alone    | US5 Gold · (52 Wo.)US | Country1 (78 Wo.)Country | Erstveröffentlichung: 17. Oktober 2006 |
| 2009 | Feel That Fire     | US3 Gold · (34 Wo.)US | Country1 (75 Wo.)Country | Erstveröffentlichung: 3. Februar 2009  |
| 2010 | Up on the Ridge    | US9 (22 Wo.)US | Country2 (62 Wo.)Country | Erstveröffentlichung: 8. Juni 2010     |
| 2012 | Home               | US7 Gold · (32 Wo.)US | Country1 (78 Wo.)Country | Erstveröffentlichung: 7. Februar 2012  |
| 2014 | Riser              | US6 Platin · (75 Wo.)US | Country1 (91 Wo.)Country | Erstveröffentlichung: 25. Februar 2014 |
| 2016 | Black              | US2 Platin · (62 Wo.)US | Country1 (75 Wo.)Country | Erstveröffentlichung: 27. Mai 2016     |
| 2018 | The Mountain       | US3 Gold · (6 Wo.)US | Country1 (69 Wo.)Country | Erstveröffentlichung: 8. Juni 2018     |
| 2023 | Gravel & Gold      | US73 (1 Wo.)US | Country14 (3 Wo.)Country | Erstveröffentlichung: 24. Februar 2023 |
| 2025 | Broken Branches    | — | Country41 (1 Wo.)Country | Erstveröffentlichung: 13. Juni 2025    |

### Livealben
| Jahr | Titel                  | Höchstplatzierung, Gesamtwochen, AuszeichnungChartplatzierungen (Jahr, Titel, Platzierungen, Wochen, Auszeichnungen, Anmerkungen) | Höchstplatzierung, Gesamtwochen, AuszeichnungChartplatzierungen (Jahr, Titel, Platzierungen, Wochen, Auszeichnungen, Anmerkungen) | Anmerkungen                        |
| Jahr | Titel                  | US | Country | Anmerkungen                        |
| ---- | ---------------------- | --- | --- | ---------------------------------- |
| 2009 | iTunes: Live From SoHo | — | Country51 (1 Wo.)Country | Erstveröffentlichung: 2. Juni 2009 |

### Kompilationen
| Jahr | Titel                                         | Höchstplatzierung, Gesamtwochen, AuszeichnungChartplatzierungen (Jahr, Titel, Platzierungen, Wochen, Auszeichnungen, Anmerkungen) | Höchstplatzierung, Gesamtwochen, AuszeichnungChartplatzierungen (Jahr, Titel, Platzierungen, Wochen, Auszeichnungen, Anmerkungen) | Anmerkungen                       |
| Jahr | Titel                                         | US | Country | Anmerkungen                       |
| ---- | --------------------------------------------- | --- | --- | --------------------------------- |
| 2008 | Greatest Hits – Every Mile a Memory 2003-2008 | US9 (21 Wo.)US | Country2 (78 Wo.)Country | Erstveröffentlichung: 6. Mai 2008 |

### EPs
| Jahr | Titel               | Höchstplatzierung, Gesamtwochen, AuszeichnungChartplatzierungen (Jahr, Titel, Platzierungen, Wochen, Auszeichnungen, Anmerkungen) | Höchstplatzierung, Gesamtwochen, AuszeichnungChartplatzierungen (Jahr, Titel, Platzierungen, Wochen, Auszeichnungen, Anmerkungen) | Anmerkungen                           |
| Jahr | Titel               | US | Country | Anmerkungen                           |
| ---- | ------------------- | --- | --- | ------------------------------------- |
| 2012 | Country & Cold Cans | US54 (2 Wo.)US | Country12 (7 Wo.)Country | Erstveröffentlichung: 17. August 2012 |

### Singles
| Jahr | Titel Album                                        | Höchstplatzierung, Gesamtwochen, AuszeichnungChartplatzierungen (Jahr, Titel, Album, Platzierungen, Wochen, Auszeichnungen, Anmerkungen) | Höchstplatzierung, Gesamtwochen, AuszeichnungChartplatzierungen (Jahr, Titel, Album, Platzierungen, Wochen, Auszeichnungen, Anmerkungen) | Anmerkungen                                               |
| Jahr | Titel Album                                        | US | Country | Anmerkungen                                               |
| --- | -------------------------------------------------- | --- | --- | --------------------------------------------------------- |
| 2003 | What Was I Thinkin’ Dierks Bentley                 | US22 ×3Dreifachplatin · (20 Wo.)US | Country1 (35 Wo.)Country | Erstveröffentlichung: 14. April 2003                      |
| 2003 | My Last Name Dierks Bentley                        | — | Country17 (27 Wo.)Country | Erstveröffentlichung: 20. Oktober 2003                    |
| 2004 | How Am I Doin’ Dierks Bentley                      | US49 (16 Wo.)US | Country4 (37 Wo.)Country | Erstveröffentlichung: 10. Mai 2004                        |
| 2005 | Lot of Leavin’ Left to Do Modern Day Drifter       | US47 Gold · (19 Wo.)US | Country3 (25 Wo.)Country | Erstveröffentlichung: 11. Januar 2005                     |
| 2005 | Come a Little Closer Modern Day Drifter            | US31 Platin · (20 Wo.)US | Country1 (28 Wo.)Country | Erstveröffentlichung: 18. Juli 2005                       |
| 2006 | Settle for a Slowdown Modern Day Drifter           | US42 Gold · (18 Wo.)US | Country1 (24 Wo.)Country | Erstveröffentlichung: 24. Januar 2006                     |
| 2006 | Every Mile a Memory Long Trip Alone                | US48 Gold · (16 Wo.)US | Country1 (20 Wo.)Country | Erstveröffentlichung: 17. Juli 2006                       |
| 2006 | Long Trip Alone                                    | US66 (12 Wo.)US | Country10 (25 Wo.)Country | Erstveröffentlichung: 13. November 2006                   |
| 2007 | Free and Easy (Down the Road I Go) Long Trip Alone | US46 Platin · (20 Wo.)US | Country1 (27 Wo.)Country | Erstveröffentlichung: 4. Juni 2007                        |
| 2008 | Trying to Stop Your Leaving Long Trip Alone        | US73 (15 Wo.)US | Country5 (26 Wo.)Country | Erstveröffentlichung: 28. Januar 2008                     |
| 2008 | Feel That Fire                                     | US32 Platin · (21 Wo.)US | Country1 (24 Wo.)Country | Erstveröffentlichung: 29. September 2008                  |
| 2009 | Sideways Feel That Fire                            | US35 Platin · (20 Wo.)US | Country1 (21 Wo.)Country | Erstveröffentlichung: 2. März 2009                        |
| 2009 | I Wanna Make You Close Your Eyes Feel That Fire    | US52 Gold · (20 Wo.)US | Country2 (28 Wo.)Country | Erstveröffentlichung: 27. Juli 2009                       |
| 2010 | Up on the Ridge                                    | US99 (1 Wo.)US | Country21 (15 Wo.)Country | Erstveröffentlichung: 12. April 2010                      |
| 2010 | Draw Me a Map Up on the Ridge                      | — | Country33 (16 Wo.)Country | Erstveröffentlichung: 23. August 2010                     |
| 2011 | Am I the Only One Home                             | US39 Platin · (20 Wo.)US | Country1 (24 Wo.)Country | Erstveröffentlichung: 21. März 2011                       |
| 2011 | Home                                               | US44 Platin · (20 Wo.)US | Country1 (26 Wo.)Country | Erstveröffentlichung: 10. Oktober 2011                    |
| 2012 | 5-1-5-0 Home                                       | US33 ×2Doppelplatin · (20 Wo.)US | Country1 (20 Wo.)Country | Erstveröffentlichung: 9. April 2012                       |
| 2012 | Tip It on Back Home                                | US66 Gold · (16 Wo.)US | Country16 (29 Wo.)Country | Erstveröffentlichung: 20. August 2012                     |
| 2013 | Bourbon in Kentucky Riser                          | — | Country40 (2 Wo.)Country | Erstveröffentlichung: 10. Juni 2013                       |
| 2013 | I Hold On Riser                                    | US40 ×2Doppelplatin · (19 Wo.)US | Country3 (30 Wo.)Country | Erstveröffentlichung: 26. August 2013                     |
| 2014 | Drunk on a Plane Riser                             | US27 ×4Vierfachplatin · (20 Wo.)US | Country3 (26 Wo.)Country | Erstveröffentlichung: 21. April 2014                      |
| 2014 | Say You Do Riser                                   | US52 Platin · (18 Wo.)US | Country5 (30 Wo.)Country | Erstveröffentlichung: 6. Oktober 2014                     |
| 2015 | Riser                                              | US— GoldUS | Country26 (20 Wo.)Country | Erstveröffentlichung: 15. Juni 2015                       |
| 2016 | Somewhere on a Beach Black                         | US35 ×3Dreifachplatin · (20 Wo.)US | Country1 (26 Wo.)Country | Erstveröffentlichung: 18. Januar 2016                     |
| 2016 | Different for Girls Black                          | US42 ×2Doppelplatin · (20 Wo.)US | Country3 (26 Wo.)Country | Erstveröffentlichung: 6. Juni 2016 feat. Elle King        |
| 2016 | Black                                              | US56 ×2Doppelplatin · (19 Wo.)US | Country4 (30 Wo.)Country | Erstveröffentlichung: 14. November 2016                   |
| 2017 | What the Hell Did I Say Black                      | — | Country35 (1 Wo.)Country | Erstveröffentlichung: 26. Juni 2017                       |
| 2018 | Woman, Amen The Mountain                           | US53 Platin · (12 Wo.)US | Country7 (24 Wo.)Country | Erstveröffentlichung: 17. Januar 2018                     |
| 2018 | Burning Man The Mountain                           | US45 ×2Doppelplatin · (17 Wo.)US | Country5 (33 Wo.)Country | Erstveröffentlichung: 31. Mai 2018 feat. Brothers Osborne |
| 2019 | Living The Mountain                                | US51 Platin · (16 Wo.)US | Country6 (27 Wo.)Country | Erstveröffentlichung: 25. Februar 2019                    |
| 2020 | Gone –                                             | US26 Platin · (20 Wo.)US | Country2 (38 Wo.)Country | Erstveröffentlichung: 22. Oktober 2020                    |
| 2021 | Beers on Me –                                      | US40 Platin · (20 Wo.)US | Country5 (39 Wo.)Country | Erstveröffentlichung: 29. Juli 2021 mit Breland & Hardy   |
| 2022 | Gold Gravel & Gold                                 | US68 Gold · (9 Wo.)US | Country20 (30 Wo.)Country | Erstveröffentlichung: 8. August 2022                      |
| 2024 | American Girl –                                    | — | Country49 (1 Wo.)Country | Erstveröffentlichung: 23. Februar 2024                    |
| 2025 | She Hates Me –                                     | — | Country46 (2 Wo.)Country | Erstveröffentlichung: 14. Februar 2025                    |
| Folgende Lieder erschienen nicht als Single, wurden aber durch das Album zum Download und Streaming bereitgestellt und konnten somit eine Platzierung erlangen: |                                                    | | |                                                           |
| |                                                    | | |                                                           |
| 2005 | Domestic, Light and Cold Modern Day Drifter        | — | Country51 (4 Wo.)Country |                                                           |
| 2008 | Sweet & Wild Greatest Hits                         | — | Country51 (4 Wo.)Country |                                                           |
| 2015 | Sounds of Summer Riser                             | — | Country38 (7 Wo.)Country |                                                           |
| 2016 | I’ll Be the Moon Black                             | — | Country40 (1 Wo.)Country | feat. Maren Morris                                        |
| 2016 | Pick Up Black                                      | — | Country34 (1 Wo.)Country |                                                           |

Weitere Singles
- 2023: Something Real

### Gastbeiträge
| Jahr | Titel Album                   | Höchstplatzierung, Gesamtwochen, AuszeichnungChartplatzierungen (Jahr, Titel, Album, Platzierungen, Wochen, Auszeichnungen, Anmerkungen) | Höchstplatzierung, Gesamtwochen, AuszeichnungChartplatzierungen (Jahr, Titel, Album, Platzierungen, Wochen, Auszeichnungen, Anmerkungen) | Anmerkungen                                                                            |
| Jahr | Titel Album                   | US | Country | Anmerkungen                                                                            |
| ---- | ----------------------------- | --- | --- | -------------------------------------------------------------------------------------- |
| 2013 | The South Bury Me in My Boots | — | Country32 (20 Wo.)Country | mit Florida Georgia Line und Mike Eli als „The Cadillac Three“                         |
| 2015 | The Driver                    | — | Country37 (11 Wo.)Country | Charles Kelley feat. Dierks Bentley & Eric Paslay                                      |
| 2016 | Forever Country –             | US21 Gold · (4 Wo.)US | Country1 (18 Wo.)Country | Erstveröffentlichung: 16. September 2016 als Teil von „Artists of Then, Now & Forever“ |
| 2017 | Flatliner You Should Be Here  | US56 (18 Wo.)US | Country10 (32 Wo.)Country | Erstveröffentlichung: 23. Januar 2017 Cole Swindell feat. Dierks Bentley               |
| 2022 | Worth a Shot –                | US— GoldUS | Country42 (10 Wo.)Country | Erstveröffentlichung: 13. Mai 2022 Elle King feat. Dierks Bentley                      |

Weitere Singles
- 2001: Don’t Leave Me in Love
- 2021: New Old Trucks (mit James Barker Band)

## Auszeichnungen für Musikverkäufe
| Goldene Schallplatte - Kanada - 2006: für das Album Modern Day Drifter - 2013: für die Single Am I the Only One - 2013: für die Single 5-1-5-0 - 2014: für die Single I Hold On - 2017: für die Single Black - 2021: für das Album The Mountain - 2023: für die Single New Old Trucks - 2023: für die Single Golds - Vereinigte Staaten - 2021: für das Lied Settle for a Slow Down | Platin-Schallplatte - Kanada - 2014: für die Single Drunk on a Plane - 2017: für die Single Somewhere on a Beach - 2017: für die Single Different for Girls - 2021: für die Single Gone |

Anmerkung: Auszeichnungen in Ländern aus den Charttabellen bzw. Chartboxen sind in ebendiesen zu finden.
| Land/RegionAuszeichnungen für Musikverkäufe (Land/Region, Auszeichnungen, Verkäufe, Quellen) | Gold       | Platin       | Verkäufe   | Quellen         |
| -------------------------------------------------------------------------------------------- | ---------- | ------------ | ---------- | --------------- |
| Kanada (MC)                                                                                  | 8× Gold8   | 4× Platin4   | 650.000    | musiccanada.com |
| Vereinigte Staaten (RIAA)                                                                    | 14× Gold14 | 35× Platin35 | 41.600.000 | riaa.com        |
| Insgesamt                                                                                    | 22× Gold22 | 39× Platin39 |            |                 |

## Die bedeutendsten Auszeichnungen
| Jahr | Organisation | Award                   | Titel       |
| ---- | ------------ | ----------------------- | ----------- |
| 2003 | ACM          | Top New Artist          |             |
| 2005 | CMA          | Horizon Award           |             |
| 2009 | CMT          | Performance of the Year | Country Boy |